# 奥古尔恰克
奥古尔恰克（Oğulcak Han，?—?），喀喇汗国第一任君主阙毗伽·卡迪尔汗的儿子。建国之初，喀喇汗国大汗之侧有副汗。大汗称阿尔斯兰（狮子）喀喇可汗，驻八剌沙衮，号“哈喇斡耳朵”或“虎思斡耳朵”（今巴尔喀什湖楚河河源西南）。副汗称博格拉（公驼）喀什可汗，驻怛罗斯（今哈萨克斯坦塔拉兹）。奥古尔恰克担任博格拉（公驼）喀什可汗，他哥哥巴兹尔担任阿尔斯兰（狮子）喀喇可汗。
巴兹尔的儿子萨图克在萨曼王朝流亡的王子纳斯尔一世鼓励下，秘密信奉伊斯兰教，以便取回汗位。纳斯尔流亡到了喀喇汗国时，喀喇汗国刚败于萨曼王朝，奥古尔恰克为了报复，接待了他，把阿图什交给他管理，奥古尔恰克起先严禁传教，但为了笼络王子，让他建寺，结果引来一大群穆斯林商队，加快伊斯兰化。之后，萨图克夺得叔父汗位，称萨图克·博格拉汗。
| 前任： 阙毗伽·卡迪尔汗 | 喀喇汗国副汗 9世纪末 | 繼任： 萨图克·博格拉汗 |